# Putti porta candelabros (Donatello)
Los dos Putti porta candelabros del Museo Jacquemart-André en París son dos esculturas de bronce atribuidas a Donatello. La medida en altura es respectivamente de 67,5 y 57,50 cm y generalmente se datan entre los años 1434 y 1439. 
Las dos obras son, seguramente, los dos ángeles del coro, que Vasari describe en la biografía sobre Luca della Robbia, de la Catedral de Florencia. El trabajo es prácticamente indiscutible de Donatello y muchos asumen que fueron hechos para la coronación de la cantoría enfrentada esculpida por Donatello para la misma catedral de Santa María del Fiore. 